# جاي كانتر
جاي كانتر (بالإنجليزية: Jay Kanter)‏ هو منتج أفلام أمريكي، ولد في 12 ديسمبر 1926 في شيكاغو في الولايات المتحدة.

## وصلات خارجية
- جاي كانتر على موقع IMDb (الإنجليزية)
- جاي كانتر على موقع قاعدة بيانات الفيلم (الإنجليزية)